# Flottillenapotheker
Der Flottillenapotheker ist einer der Dienstgrade der Bundeswehr für Marineuniformträger. Gesetzliche Grundlage ist die Anordnung des Bundespräsidenten über die Dienstgradbezeichnungen und die Uniform der Soldaten und das Soldatengesetz.

## Dienstgradabzeichen
Das Dienstgradabzeichen für Flottillenapotheker entspricht im Wesentlichen dem für Fregattenkapitäne. Zur Unterscheidung der Flottillenapotheker dienen Laufbahnabzeichen in Form eines Äskulapstabes. Die Schlange windet sich im Laufbahnabzeichen für Apotheker über einer Apothekerschale in doppelter Windung (um einen nicht dargestellten bzw. gedachten Stab).

## Sonstiges
Die Dienstgradbezeichnung ranggleicher Luftwaffen- und Heeresuniformträger lautet Oberfeldapotheker. Hinsichtlich Befehlsgewalt, Ernennung, Sold, den nach- und übergeordneten Dienstgraden, ganz ähnlich auch hinsichtlich der Dienststellungen sind Flottillenapotheker und Oberfeldapotheker gleichgestellt. Beide Dienstgrade wurden mit der sechsten Anordnung des Bundespräsidenten über die Dienstgradbezeichnungen und die Uniform der Soldaten vom 5. Mai 1966 neu geschaffen.
| Offizierdienstgrad | |                                                                                                |
| Niedrigerer Dienstgrad | | Höherer Dienstgrad                                                                             |
| Major Korvettenkapitän Oberstabsarzt Oberstabsapotheker Oberstabsveterinär                                                      | Oberstleutnant Fregattenkapitän Oberfeldarzt Oberfeldapotheker Oberfeldveterinär Flottillenarzt Flottillenapotheker | Oberst Kapitän zur See Oberstarzt Oberstapotheker Oberstveterinär Flottenarzt Flottenapotheker |
| Dienstgradgruppe: Mannschaften – Unteroffiziere o.P. – Unteroffiziere m.P. – Leutnante – Hauptleute – Stabsoffiziere – Generale | |                                                                                                |